# Vynckier
Vynckier was een Gents metaalverwerkend bedrijf, vooral gekend voor zijn elektrische kasten en schakelmateriaal. Het bedrijf was in de regio algemeen bekend, omdat duizenden mannen en vrouwen uit Gent en omstreken er hebben gewerkt. Soms meerdere generaties na elkaar.
In 1989 zette het bedrijf op dezelfde locatie zijn activiteiten dan wel verder onder de naam GE Power Controls, maar in de streek bleef het gekend als "Vynckier".

## Geschiedenis

### Het begin

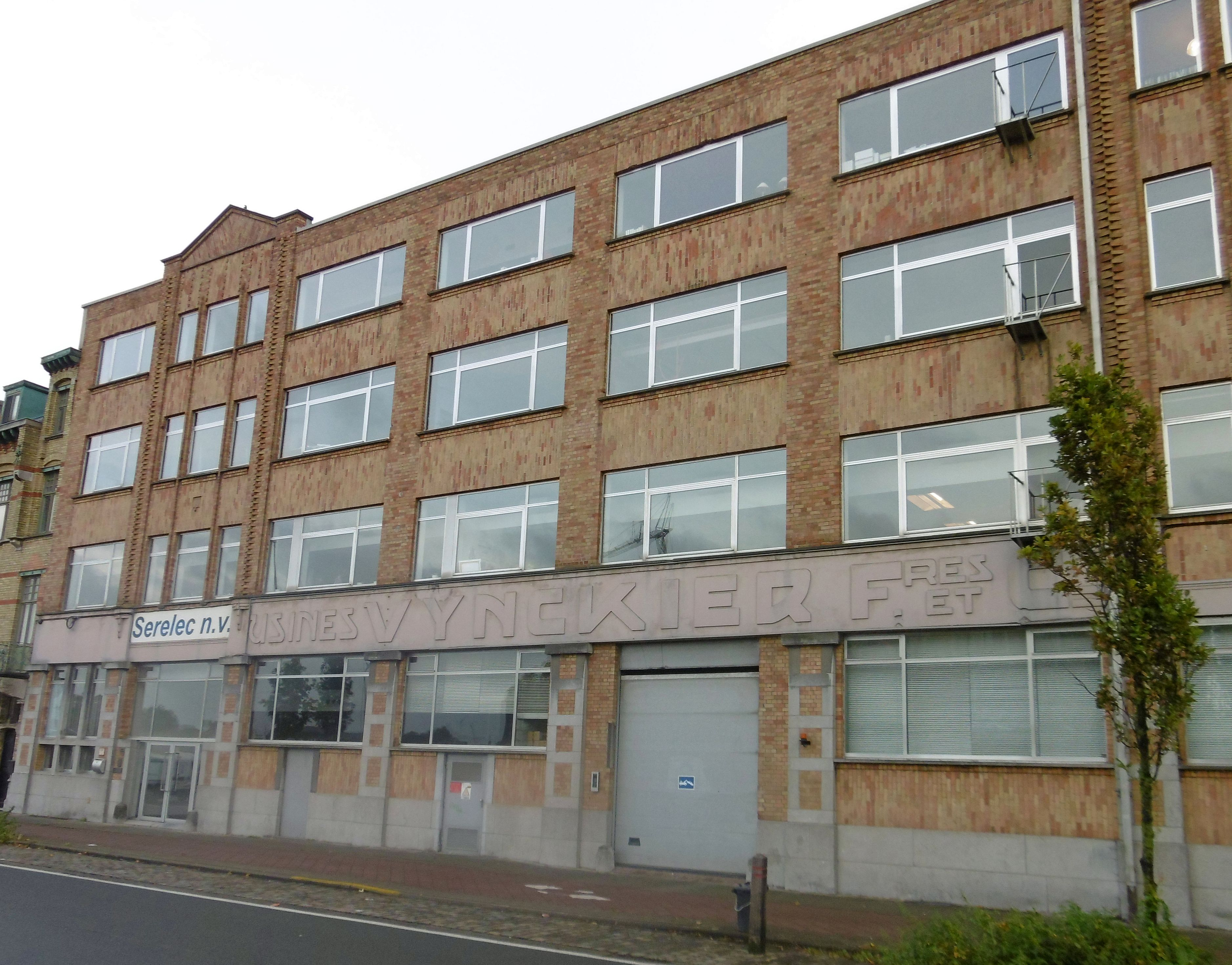
Vestiging Gasmeterlaan

In 1920 stichten de gebroeders Urbain en Maurice Vynckier (later vervoegd door de jongere broer Gaspard) een bedrijf voor elektrisch materiaal in Brussel, dat echter zo een snelle groei kent, dat er algauw een andere locatie gezocht wordt. Ze laten een nieuw gebouw optrekken aan de Gasmeterlaan 207 in Gent en in 1922 neemt het bedrijf daar zijn intrek. De naam staat nog steeds vermeld op de fries in de voorgevel (Vynckier Frères & Cie: VFC).
Als in 1937 Katoenfabriek Pipyn zijn eigendom verkoopt aan de overkant van het kanaal op de Nieuwevaart, besluiten de gebroeders Vynckier hun alweer uit zijn voegen barstende bedrijf naar de overkant te verhuizen.

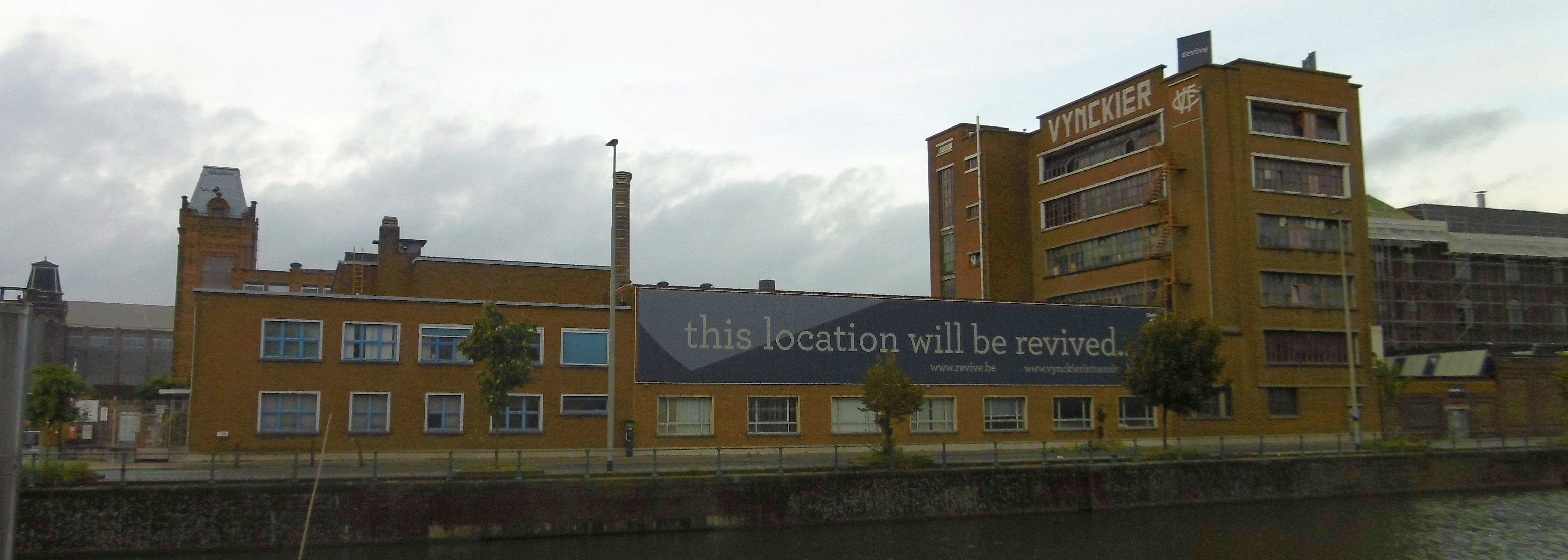
Vestiging Nieuwevaart

Naast de productie van elektrisch (schakel)materiaal wordt er ook ingezet op de ontwikkeling en productie van de thermohardende kunststof Vyncolite. Deze wordt niet alleen gebruikt voor de elektrische toepassingen zoals schakelaars, zekering- en tellerkasten en dergelijke, maar ook voor een groot gamma huishoudelijke producten onder de merknaam Vyncolux (WC-brillen, toiletkastjes, zitkrukjes, papierbakken, asbakken…)

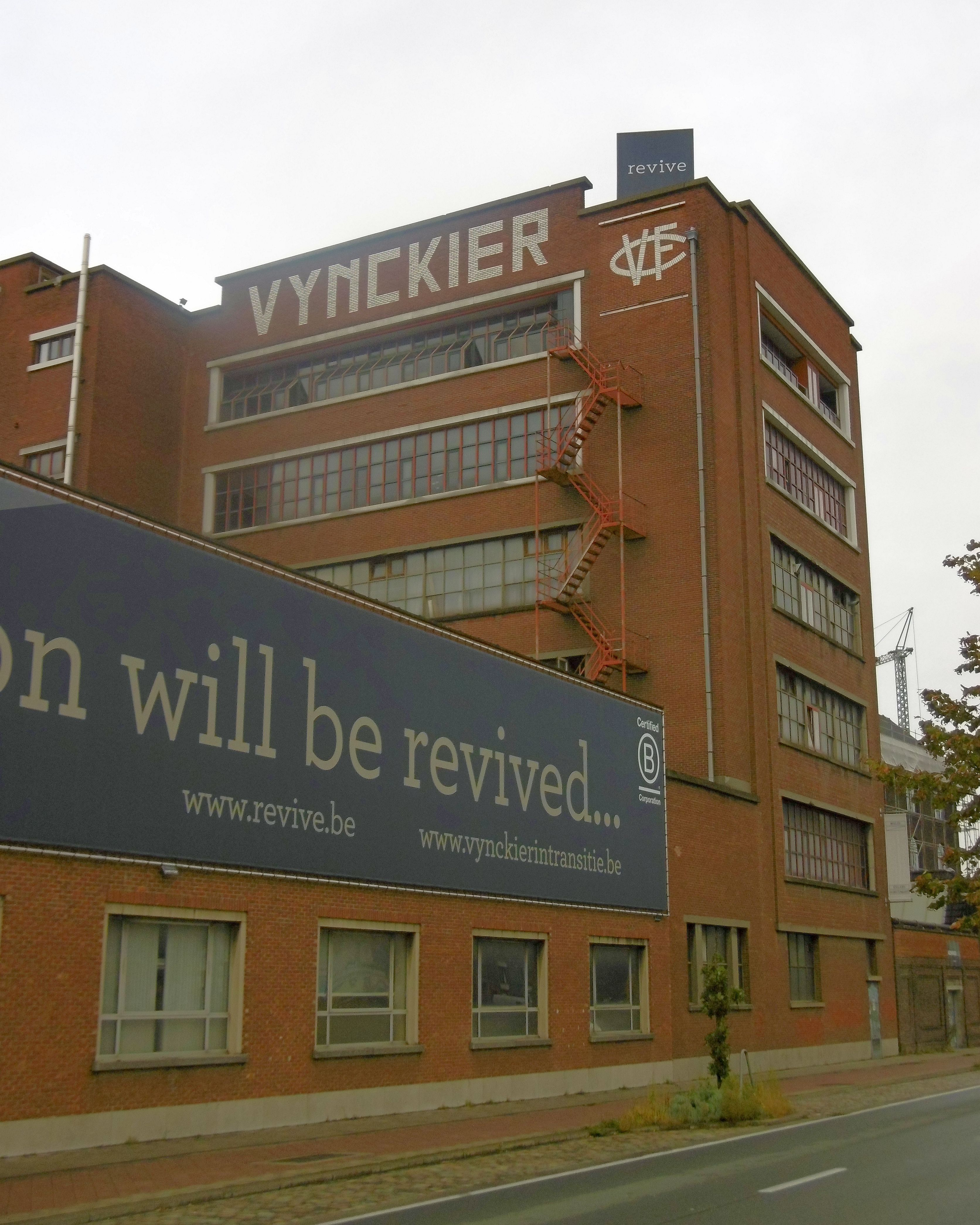
De Vynckiertoren

Begin van de jaren vijftig van de 20e eeuw doen de neven Yves, Jacques en Roger Vynckier hun intrede in het bedrijf en fungeren er in verschillende managementfuncties. Jaren later (+/- 1959) komen 2 andere neven, de gebroeders Georges en Lucien, in het bedrijf. Intussen is Gaspard Vynckier nog altijd de Algemeen Directeur. Nog vóór 1960 verlaat Yves het bedrijf om zijn eigen spuitgietbedrijf op te richten in Destelbergen.
In diezelfde periode wordt de iconische “Vynckiertoren” aan de Nieuwevaart gebouwd.

### Overnames
Vynckier wordt in 1963 overgenomen door Elliott Automation Continental uit Engeland. Een internationaal concern gespecialiseerd in automatisering. Ongeveer een jaar later wordt Elliot zelf overgenomen door General Electric Company P.L.C (GEC).
Datzelfde jaar worden ook de Noordelijk gelegen gebouwen van UCO overgenomen (waaronder Manchester Noord).
De familie Vynckier blijft wel aan het roer van het bedrijf maar krijgt in de persoon van “Mr White” een “eerste stuurman” of “GEC loods” aan boord. De interne organisatie wordt grondig gewijzigd.
Er worden diverse divisies opgericht die moeten leiden tot een betere klant-leverancier relatie. Er wordt zwaar geïnvesteerd in R&D en onderzoekslabo’s alsook in nieuwe machines. Wat resulteert in nieuwe en betere producten. Er zijn ondertussen ook verkoopafdelingen in diverse Europese landen, om de lokale markten beter te dienen.
GEC en GE zetten in 1989 de joint venture Eurolec op, waarvan Vynckier dus ook een onderdeel wordt.
GE neemt dan in 1993 volledig het roer over en lanceert het Europese GE Power Controls (later GE Industrial Solutions) dat naast Vynckier in Gent ook productiebedrijven omvat in Spanje, Portugal, Italië, Frankrijk, Polen, Duitsland, Nederland, UK, …
Na deze overname gaat het met Vynckier snel bergaf en worden afdelingen gesloten, verhuisd of geoutsourcet. In 1996 worden een 100-tal arbeiders en bedienden op diverse wijzen uit het personeelsbestand geschrapt.
De thermoharder afdeling D5 (“de poeiers”) wordt een aparte NV Vyncolit en wordt verkocht aan het Zweedse Perstorp AB. Nadien wordt het doorverkocht aan Sumitomo Bakelite en is nu bekend als SBHPP Gent. Dit bedrijf is nog steeds actief in deze sector, op dezelfde locatie.
Uiteindelijk blijven van Vynckier nog 2 afdelingen overeind: de perserij D6 (“de moulage”) en de matrijzenmakerij D8 (“de outillage")
Vanaf 2017 neemt ABB delen van GE Industrial Solutions over van GE, om tot de volledige overname over te gaan in 2019. De terreinen en gebouwen aan de Nieuwevaart blijven wel nog eigendom van GE. Vanaf 2023 begint ABB met de verhuis van de activiteiten naar een andere locatie.

### Overname van de gronden en gebouwen
De volledige site wordt in 2021 overgenomen door Revive voor sanering en reconversie. Later wordt de helft doorverkocht aan de in het noorden aanpalende buur Anglo Belgian Corporation. Beide partners werken samen aan een nieuwe invulling van deze waardevolle site. Mede door de geklasseerde toestand van veel gebouwen wordt dit een hele uitdaging.

### Bedrijfscultuur
Vynckier werd - ondanks zijn omvang - getypeerd door een zeer familiale sfeer tussen de werkgevers en werknemers. Mede doordat veel werknemers ook familie van elkaar waren. Tot de overname door GE was er ook een duidelijke langetermijnvisie, een fierheid over het bedrijf en een geloof in eigen kunnen. Vynckier was dan ook een pionier op vele vlakken.
Naast de evidente afdelingen waar de afgewerkte producten werden gemaakt (al dan niet bedrade elektrische kasten, schakel- en installatiemateriaal, synoptische borden,…), waren er de minstens even belangrijke toeleverende afdelingen van polyester (D4), Vyncolit(e) (D5), geperste kasten en andere kunststof onderdelen (D6), metaalonderdelen (D7), matrijzen (D8), enzoverder.
Al deze afdelingen hadden door hun uitstekende reputatie ook grote en veeleisende externe klanten. (IBM, Rank Xerox, BMW,…)
Daarnaast was er een hele reeks ondersteunende diensten (IT, boekhouding, HR, tekenbureau, R&D,…) maar ook eigen werkplaatsen (zagerij, schilders, automatisering, onderhoudsdienst). Dit was een bewuste keuze van de directie om flexibel te kunnen omgaan met (on)verwachte situaties. Veel werkposten en machines werden gewoon ter plaatse op maat ontwikkeld en gemaakt.
Na de overname door GE in 1993 ging een totaal andere wind waaien, aan de Nieuwevaart 51. Wat overblijft is de geschiedenis van een bedrijf dat voor Gent heel belangrijk was.